# Ctenus tamerlani
Ctenus tamerlani là một loài nhện trong họ Ctenidae.
Loài này thuộc chi Ctenus. Ctenus tamerlani được Carl Friedrich Roewer miêu tả năm 1951.